# Barbus argenteus
Barbus argenteus е вид лъчеперка от семейство Шаранови (Cyprinidae). Видът не е застрашен от изчезване.

## Разпространение
Разпространен е в Ангола и Намибия.

## Описание
На дължина достигат до 19,7 cm.